# Arhitektura antične Šrilanke
Arhitektura starodavne Šrilanke prikazuje bogato raznolikost, ki se kaže v obliki in arhitekturnem slogu od obdobja kraljestva Anuradhapura (377 pr. n. št. - 1017) do in skozi obdobje Kandijskega kraljestva (1469-1815). Šrilanška (singalska) arhitektura kaže tudi številne starodavne severnoindijske in vzhodnoazijske vplive. Budizem je pomembno vplival na arhitekturo Šrilanke po tem, ko je bil vnesen na otok v 3. stoletju pred našim štetjem.  Starodavna arhitektura je bila večinoma verska, z več kot 25 slogi budističnih samostanov.  Pomembne zgradbe so stupe Jetavanaramaya in Ruwanwelisaya v kraljestvu Anuradhapura in v kraljestvu Polonnaruwa (11.-13. stoletje). Palača Sigirija velja za mojstrovino starodavne arhitekture in iznajdljivosti, utrdba v Japahu in tempelj Budovega zoba v Kandiju sta prav tako pomembna po arhitekturnih lastnostih. Arhitektura starodavne Šrilanke je pomembna tudi kot trajnostna, zlasti Sigirija, ki je bila zasnovana kot okolju prijazna zgradba.
Samostani so bili zasnovani po Manjusri Vasthu Vidya Sastra, rokopisu, ki opisuje postavitev strukture. Besedilo je v sanskrtu, vendar napisano v singalskem jeziku. Rokopis, ki naj bi bil iz 5. stoletja, piše izključno o budističnih samostanih in je očitno iz šole Mahajana. Besedilo kaže veliko izvirnosti in v obstoječih indijskih razpravah ni nič podobnega, kar bi se ukvarjalo samo s hindujskimi templji.

## Budistična arhitektura na Šrilanki

### Jamski templji
Najzgodnejši dokaz o preprostih jamskih templjih najdemo v Mihintaleju. Edinstvena značilnost teh jam je bila uporaba odkapnika, izklesanega vzdolž zgornjega roba kamnitega stropa, ki je zaustavil deževnico, ki bi tekla v jamo. Sčasoma so dodali vrata, okna in stene iz opeke ali kamna. Streha in zidovi so bili obdelani z beležem in dokončani z dekorativnimi slikami, kar je razvidno iz jamskih templjih v Dambulli. 
Kompleks jam v Dambulli, Situlpahuwi, Mulkirigali so pomembni jamski templji, ki dokazujejo osnovno arhitekturno dogajanje. Kaludiya Pokuna, jamski tempelj Mihintale je bil zgrajen z opečnimi zidovi, granitnimi okenskimi odprtinami in stropom. Gal vihara v Polonnaruwi in jamski templji Dambulla so bili prvotno zgrajeni kot jamski templji, pozneje pa spremenjeni v poslikane hiše.

### Dagobe ali stupe
Dagobe ali stupe so pomembne za arhitekturni in inženirski razvoj na otoku, stropi, zasnovani in zgrajeni na Šrilanki, so največje opečne strukture, znane v pred-modernem svetu.  Demala Maha Seya, ki ni bila nikoli končana, je imela obseg 613 m, Jetavanaramaya je bila v času dokončanja največja stupa, zgrajena kjer koli na sveta, z višino 122 m. Jetavanaramaya je bila tudi tretja najvišja zgradba antičnega sveta. Abhayagiri Dagaba (113 m) in Ruwanwelisaya (91 m) sta bili tudi pomembna konstrukciji antičnega sveta.
Gradnja stup je bila dejanje velikih zaslug, namen pa je bil večinoma hramba Budovih relikvij. Oblikovalske specifikacije so skladne v večini stup, vhodi so postavljeni tako, da njihove osi kažejo na prostor z relikvijo. Oblikovanje stup občudujejo zaradi njihove strukturne popolnosti in stabilnosti, stupe, kot so Jetavanaramaya, Abhayagiri in Mirisaveti so v obliki kupole. Druge oblike, kot so mehurček (Ruwanweli), lonec in zvonec, so se razvile kasneje, kot tudi stupa pri Nadigamvili v obliki čebule.
Okrasje vahalkado je bilo dodano v oblikovanje stup okrog 2. stoletja, najprej v Chaityi. Štiri vahalkade so obrnjene proti kardinalnim točkam, okrašene s figurami živali, cvetjem, labodi in palčki. Stebri na obeh straneh vahalkade nosijo figure levov, slonov, konj ali bikov, odvisno od smeri konstrukcije.
Stupe so bile pokrite s premazom iz apnenega ometa. Mavčne kombinacije so spreminjali z zahtevami oblikovanja, uporabljeni materiali so bili apno, glina, pesek, kamenčki, zdrobljene školjke, sladkorni sirup, beljak jajc, kokosova voda, rastlinska smola, razna olja, lepila in slina belih mravelj. Drobni omet v stupi Kiri Vehera iz 6. st. je vseboval majhne kamenčke, zdrobljene školjke, pomešane z apnom in peskom in tak je bil uporabljen v stupah od 5. do 12. stoletja.

### Vatadaže
Vatadaža velja za eno najstarejših arhitekturnih stvaritev na Šrilanki. Ta oblika je predstavljala spreminjajočo se perspektivo stup samostojnega oblikovanja na otoku.  Zgodnje podeželske vatadaže so bile kvadratne, kasneje pa so se razvile v krožno obliko, ki obdaja dagobo. Vatadaže v Polonnaruwi, Medirigiriyi in Tiriyayi imajo še vedno svoje kroge vitkih, ljubkih stebrov. Streha vatadaže je bila prefinjeno oblikovana, edinstvena za starodavno Šrilanko. To je troslojna stožčasta streha, ki se je raztezala na višini 12-15 m brez srednje podpore in podprta s stebri padajoče višine. Težo je nosil obročast nosilec, ki je bil znotraj podprt z vrsto kamnitih stebrov, špirovci pa so se radialno dvigovali proti vrhu. Okras vatadaže v Polonnaruwi je zelo cenjen in znanstveniki trdijo, da ta predstavlja najboljše arhitekturno delo obdobja Polonnaruwa. 

### Hiše za meditacijo
Hiše za meditacijo najdene v gozdnih samostanih v Ritigali in Arankele so edinstvene za Šrilanko. Vsaka hiša je sestavljena iz dveh dvignjenih ploščadi, ki sta med seboj povezani z monolitnim kamnitim mostom. Zunanja ploščad je odprta proti nebu, večja in višja od notranje ploščadi. Te hiše so dosegle zelo visoko stopnjo popolnosti v svoji arhitekturi, oblikovale skupne kvadratne in pravokotne oblike ter ohranile simetrijo, kar je pokazalo arhitektovo prefinjeno znanje o geometriji. Kamniti zidovi so tudi zelo visoke kakovosti obdelave. Kleti teh stavb so bile zgrajene iz monumentalnih blokov kamna, razrezanih na različne velikosti, skrbno klesanih in zelo fino sestavljenih skupaj. Most, ki povezuje obe ploščadi, je nastal iz enega samega kamna. Nekatere takšne plošče so merile 5 krat 4 metre. Strani so bile rezane natančno, tako da so stiki med ploščo in kamnito ploščadjo komaj zaznavni.

### Svetišča z obokanimi strehami
Opečno svetišče z obokano streho, kot je razvidna v Thuparame, Lankatilake in Tivanka Pilimage, velja tudi za posebnost na Šrilanki. Tuparamaya je danes skoraj nedotaknjena in kaže podobo o načinu oblikovanja obokane strehe. Načela pravega oboka so bila znana starim Šrilančanom, vendar je bil nepravi obok primernejši način gradnje.

## Nebotičniki
Devet nadstropna Lovamahapaya (3. stoletje pr. n. št.) bi bila elegantna stavba. Imela je izpostavljen lesen okvir, ki je bil podprt s kamnitimi stebri. Bila je ometana v beli barvi, s sijočimi bakrenimi strešnimi ploščami in fialo na vrhu. Imeli so strelovodne vodnike ali chumbakam iz jantarja in turmalina. Njeni špirovci so bili narejeni iz palme Corypha umbraculifera. Dvigala se je do 49 metrov visoko in imela približno 16.659 m² talne površine. Lahko bi sedelo 9000 menihov. Roland Silva je leta 1984 opozoril, da bi tako obširno tlorisno površino oblikovalci na Šri Lanki "še danes" s težavo izvedli. Prevladujoči element v teh stavbah je bila streha iz ploščic, ki so jo podpirali leseni nosilci in špirovci. Strehe so bile v 3. stoletju stoletja pokrite z rdečimi, belimi, rumenimi, turkiznimi in rjavimi ploščicami. Bile so tudi ploščice iz brona.

## Palače
Pet kraljevih rezidenc je bilo najdenih. To so Vijayabahujeva palača v središču mesta Anuradhapura, palača Nissanka Malla in Parakramabahuja I. v Polonnaruwi, palača Sugala v Galabaddi v provinci Uva in Parakramabahuja I. palača v Panduwasnuwari pri Hettipoli, ko je vladal nad Malajci.
Tloris vseh palač je bil isti. Vsaka je bila postavljena v pravokotno območje, ki so ga zapirale galerije z vhodom iz vzhoda. Prostorno dvorišče spredaj je delovalo kot sprejemna soba, kjer ni bilo dovoljeno sedenje. Stopnišče je vodilo do osrednje stavbe, kjer je bila na koncu impozantna stebrna dvorana s prestolom na koncu. Okoli kraljevega kompleksa je bilo več kot petdeset majhnih celic, v dveh ali treh vrstah. Dvorana v palači Nissanka Malla je merila 41 krat 19 metrov. Tla zgornjega nadstropja v palači Parakramabahuja I. so bila iz betona. Palača [Panduwasnuwara] je imela dobre rešitve za prezračevanje, za odvodnjavanje pa so obstajale tudi jame.

### Skalne palače
Palača je bila tudi na vrhu skale  Sigirije. Okvir, postavitev in več podrobnih značilnosti te Nebesne palače so še vedno vidne. Obstajala je zgornja palača, ki je stala vzporedno z nižjo, vendar na veliki nadmorski višini. Imela je razgledno galerijo. Najbolj intimno kraljevo prebivališče, ki je bilo originalno nadstropna stavba, je imelo čudovit 360 stopinjski pogled na mestne vrtove in podeželje. Obstajala je vrsta zaporednih dvorišč, sob in teras, povezanih s stopnicami in tlakovanimi potmi.

## Ribniki
Kuttam Pokuna v Polonnaruwi je eden od najboljših primerov gradnje kraljevih kopališč. Dolgo ozko stopnišče je pripeljalo do podolgovatega ribnika, ki je imel različne prehode. Vodo so vodili po podzemnih cevovodih iz kanala v bližini v kopalnico z dvema bruhalnikoma (makara). Kamnita vodna zapornica je delovala kot ventil za dotok vode in izhod za uporabljeno vodo. Še zdaj obstaja ruševina garderobne sobe. Drugi veličastni projekti bazenov iz obdobja Anuradhapure so Kuttam Pokuna ('Ribnik dvojčka'), Nelum pokuna ('Lotosov ribnik'), Janthagara Pokona '(ribnik vroče vode'), Ath Pokuna, zgrajen za uporabo slonov in Kaludiya Pokuna ('črni vodni bazen'). Prav tako obstajajo pomembne vrste ribnikov in bazenov, ki vsebujejo vodne fontane v citadeli v Sigiriji, ki je čudež hidrotehničnega inženirstva starodavne Šrilanke.

## Sprejemne dvorane
Polonnaruwa ima tudi ostanke dveh veličastnih sprejemnih dvoran. To so bile dvorane za sprejem javnosti pri kralju Parakramabahuju I. in dvorana sveta kralja Nissanka Malla. Parakramabahujeva dvorana sveta je bila trikotna podolgovata struktura, zgrajena na široki terasi, obrnjena proti severu in je bila sestavljena iz vhoda z dvema stopniščema, ki sta bili most med tlemi in nadstropjem. Stebri v dvoranah sveta v Polonnaruwi so kvadratnega tlorisa, osmerokotno na sredini in spet kvadratni na vrhu.

## Bolnišnice
Nekaj zamisli o bolnišnični arhitekturi je mogoče sklepati iz samostanskih bolnišnic v Mihintaleju in Polonnaruwi. Ta bolnišnični načrt je možno viditi v Narodnem muzeju v Kolombu. Imeli so notranje in zunanje dvorišče, pravokotno notranje dvorišče pa je imelo vrsto celic, stranišča in kopel, z izstopom na enem koncu. Ena celica je imela medicinsko kopel. Alahena je imela dolg dormitorij (spalnica) namesto celic. V zunanjem dvorišču so bili nameščeni refektorij (jedilnica), kopel z vročo vodo, skladišča in lekarna. Zid je ločeval bolnišnico od ostalega kompleksa. Zagotavljanje dveh odprtih dvorišč poleg oken je omogočalo maksimalno prezračevanje in prosto kroženje zraka v zgradbi.

## Hiše
Hiša datirana v 450 pr. n. št., zgrajena iz warichchi (protja in polnila) je bila odkrita blizu Kirindi oya. Druge so bile najdena v Adalli, Wirawili. na Valagampattu pa so odkrili dokaze o hišah od leta 50 do 400 let n. št.. Našli so tudi kuhinjske pripomočke. V srednjeveškem času so bogati imeli velike hiše iz kamna, malte in apna, s strehami pokritimi s ploščicami in pobeljenimi zidovi. Sobe in stanovanja so imeli vrata in okna. Okna so imela nadsvetlobo. Vrata so imela ključe, ključavnice in tečaje. Hiše so imele dvorišča in balkone. Obstajali so ločeni prostori za luščen riž, shramba ali atuva za neoluščen riž in nadstreški za hrambo vozov. Omenjene so tudi latrine. Vse hiše so imele majhne kuhinje.

## Oblika in konstrukcija

### Arhitekti
Za grajeno okolje so skrbeli arhitekti. Jamski napisi govorijo o "mestnem arhitektu". Gradnja je bila izvedena strokovno, z uporabo vrhunskih naprav. Na primer, nekatere kamnite plošče so bile tako natančno rezane, da so stiki komaj vidni in med plošče ni bilo mogoče vstaviti ničesar. Ashley de Vos poudarja, da bi to še danes zahtevalo prefinjene naprave. Za dviganje in postavitev vitkih kamnitih plošč, dolgih 6 metrov, so potrebovalo znanje o konstrukcijski mehaniki. De Vos tudi predlaga, da je Šrilanka morda imela prve montažne stavbe na svetu. Nekateri deli samostanskih stavb so bili pripravljeni ločeno in nato sestavljeni skupaj.

### Umetnost
Poleg tehnike je bila sestavni del stavb tudi umetnost. To se vidi v elegantno izvedenih kamnitih stebrih iz 8. stoletja. So različnih oblik. Stebri kot lotosovo steblo v Nissanka Latha Mandapaya so edinstveni v južnoazijski arhitekturi. Apnena malta je bila uporabljena v opečnem zidu le, če je obstajalo strukturno tveganje, kot je obok ali lok.

### Voda
Obstajali so otoški paviljoni, obkroženi z vodo, imenovani Sitala Maligawa. Imeli so ribnike z lotosi. V kraljevih vrtovih v Polonnaruwi je bilo desetine posamezno imenovanih ribnikov različnih oblik in velikostih. Sigirija je imela osmerokotni ribnik. Polonnaruwa je imela enega, ki spominja na zvito kačo, drugega pa kot odprt lotos. Kuttam Pokuna v Anuradhapuri je imel graduirano serijo ribnikov, od plitvega do globokega. Niso pozabili niti na bistvene objekte: vrtovi Nandana so imeli veliko svetlečo kopalnico.

### Zračno hlajenje
V antičnem obdobju so poznali tudi zračno hlajenje. Suha bivolova koža je bila pritrjena nad streho zgradbe. Voda je kapljala nanjo iz več cevi, kar je povzročilo vpliv dežja in pošiljanje hladnega vetra. Slike na stenah so se spreminjale glede na sezono; hladne slike za vročo sezono in tople slike za hladno sezono.

### Materiali
Graditelji so delali z različnimi materiali, kot so opeka, kamen in les. Oblikovali so okrogle opečne [[lok (arhitekrutra)|loke, oboke in kupole. Kot podpore za stavbe so bile uporabljene gladke skale. Ploščad, ki nosi zrcalno steno na Sigiriji in opečnate stopnice sta na strmi skali. Okoli 6. stoletja so se graditelji preusmerili iz apnenca v težji gnajs. Vatadaža v Polonnaruwi je imela zidove, ki so bili zgrajeni iz kamna do višine zgornjega nadstropja. Najnižjo stopnico granitnega stopnišča, ki je vodilo do zgornjega nadstropja Parakramabahuja I. palače, je še vedno videti. Natančni detajli je bili narejeni v kočah, ki so jih uporabljajo gozdni menihi iz 5. stoletja.

#### Les
Pomembno je omeniti, da starodavna arhitektura ni bila kamnita arhitektura. Kamniti ostanki so zavajajoči. Bila je predvsem lesena arhitektura, polnjena z blatom ali zidanimi stenami. Iz 3. stoletja so prefinjene lesene zgradbe. V Sigiriji so bila zasnovana vhodna vrata iz lesa in opečnega zidu z več strešniki. Veliko lesenih vratnih vrat, ki so ohranjena, kažejo na to.
Les je bil tudi nosilen. Okvirji so bili izdelani iz celih dreves. Vrata na vzhodnem vhodu v Anuradhapuro, zgrajena v 4. stoletju pr. n. št., so uporabljala cela drevesa. Palače v Polonnaruwi in Panduwasnuwari kažejo navpične razpoke v zidu, kjer so bili leseni stebri, ki so bili sestavljeni iz celih debel in nosili obremenitev zgornjih nadstropij in strehe.
Besedilo Manjusri silpa opisuje metode za rezanje in sušenje lesa. Izbrana zrela drevesa so sekali v času nove lune, ko je bila vsebnost sladkorja v lesu nižja, tako da so bile uničujoče lesne žuželke manj pogoste. Ostanki kamna kažejo, da so bile uporabljene tesarske tehnike. Sekire, tesače in dleta so bila orodja, ki so se uporabljala pri obdelavi lesa. Saddharmarat-navali navaja dve praksi tesarstva. Da bi preprečili razpadanje lesa so uporabljali olje, les pa so tudi segrevali, da so ga poravnali.